# بدائل التطور بالانتقاء الطبيعي

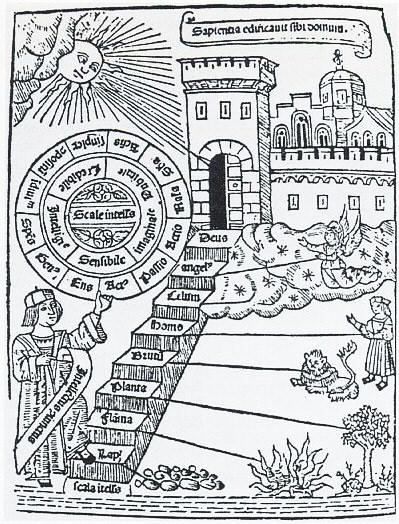

بدائل التطور بالانتقاء الطبيعي أو آليات التطور غير الداروينية هي فرضيات طرحها الباحثون في علم الأحياء منذ العصور الكلاسيكية القديمة وحتى الآن لتفسير علامات حدوث التطور والقرابة التي تربط بين مجموعات مختلفة من الكائنات الحية.
لا تنفي البدائل المُشار إليها أن التغيرات التطورية التي تطرأ بمرور الزمن هي أصل تنوع الحياة، ولا تنفي كذلك أن الكائنات الحية حتى الآن لها سلف مشترك من الماضي السحيق (أو عدة أسلاف طبقًا لبعض الفرضيات)، وإنما تقترح تلك الفرضيات وجود آليات تطورية بديلة تسببت في تنوع الكائنات الحية عبر الزمن، وذلك عوضًا عن اعتبار الطفرات التي يحدد الانتقاء الطبيعي مصيرها آلية التطور الرئيسية. وفي معظم الحالات، لا تنكر تلك الفرضيات الطفرات وتأثير الانتقاء الطبيعي عليها أو دورها في حدوث التغيرات التطورية، وإنما تشكك في كون تلك الآلية قوية بما فيه الكفاية لتكون السبب الرئيسي وراء الأدلة على التغيرات التطورية التي نشهدها في الطبيعة.
وبذلك تختلف تلك الأطروحات عن بعض الأطروحات الأخرى التي تنفي حدوث التطور على نطاق واسع بأي شكل من الأشكال، ومن الأمثلة عليها فرضية الخلق أو الخلقية التي لا تطرح آليات بديلة للتغيرات التطورية، بل إنها تنكر حدوث التغيرات التطورية من الأساس. ورغم ذلك لا تنفي جميع أشكال الخلقية حدوث التغيرات التطورية، إذ أن مؤيدي التطور الإلهي ومن أبرزهم عالم الأحياء آزا غراي يعترفون بالتطور ودوره في تشكيل تاريخ الحياة على الأرض طالما أن تلك العملية تخضع لتأثير إله واحد أو عدة آلهة بشكل هادف.
أولئك الذين تقبلوا حقيقة التطور مع رفضهم آلية الانتقاء الطبيعي التي طرحها تشارلز داروين كانوا يرحبون بتفسيرات بديلة للتطور مثل اللاماركية ونظرية الكارثة واستقامة التطور والحيوية والبنيوية والتطفرية. أدت عدة عوامل مختلفة إلى رفض الداروينية والاستعاضة عنها بتفسيرات أخرى. فمثلًا، لم ترق آلية الانتخاب الطبيعي التي تشدد على أهمية الموت والمنافسة لبعض الطبيعانيين لكونها غير أخلاقية على حد اعتقادهم، وبذلك أفسحوا المجال بعض الشيء للغائية البيولوجية أو مفهوم التقدم في تطور الحياة. أبدى بعض أولئك المعترضين على نظرية الانتقاء الطبيعي اعتراضهم على أسس دينية. بينما شعر البعض الآخر أن التطور عملية خطية بطبيعتها ولذلك فالانتقاء الطبيعي وحده ليس كافيًا لتفسيرها. بينما رأى الآخرون أن الطبيعة بما يشمل تطور الحياة تتبع أنماط منظمة لا يمكن للانتقاء الطبيعي أن يفسرها.
وبحلول مطلع القرن العشرين حظيت نظرية التطور بقبول العلماء على نطاق واسع، إلا أن أقلية منهم لم تقتنع بعد بالانتقاء الطبيعي. طُرحت عدة نظريات بديلة لنظرية التطور، ولكن سرعان ما نبذ علماء الأحياء بعض تلك النظريات مثل استقامة التطور واللاماركية والحيوية لأنها لم تقدم أي آلية لحدوث التطور. طرحت التطفرية آلية ولكنها لم تحظى بقبول العلماء. وبعدها بجيل واحد برزت نظرية الاصطناع التطوري الحديث التي أطاحت بكل النظريات المنافسة للداروينية تقريبًا، ورغم ذلك عادت بعض تلك النظريات للحياة بعد اكتشاف آليات لها على المستوى الجزيئي.

## تفسيرات التطور البديلة

### الحيوية
يرى مذهب الحيوية أن الكائنات الحية تتميز عن بقية الأشياء باحتوائها مادة غير فيزيائية، مثل سائل أو روح حيوية، تجعلها حية. يعود أصل تلك النظرية إلى مصر القديمة. تعارضت تلك النظرية منذ الحقبة الحديثة المبكرة مع نظرة ديكارت الميكانيكية للأنظمة الحيوية. شرع كيميائيو القرن التاسع عشر في دحض الزعم القائل بأن تشكيل المركبات العضوية يتطلب قوة حيوية. ففي عام 1828 توصل فريدريش فولر إلى طريقة لتحضير اليوريا من مواد كيميائية غير عضوية. اعتقد لويس باستور أن التخمر يحتاج إلى كائنات حية كاملة من المفترض أنها تقوم بالتفاعلات الكيميائية التي لا تحدث سوى في الكائنات الحية. أظهر عالم الأجنة هانز دريش الذي كان يجري التجارب على بيض قنفذ البحر أن فصل خليتين عن بعضهما أدى إلى تكوين جنينين منفصلين، ما يعني أن انقسام الخلية الواحدة لا يؤدي إلى تكوين عدة خلايا ذات وظائف فرعية من الخلية الأم، بل إلى المزيد من الخلايا المشابهة القادرة على تكوين كائن حي جديد. تلاشت شعبية مذهب الحيوية بعد ظهور عدة تفسيرات ميكانيكية تشرح وظائف الخلايا الحية أو الكائن الحي بطريقة أفضل.

### التطور الإلهي
اتخذ عالم الأحياء الأمريكي آزا غراي اسم «التطور الإلهي» لوصف نظريته التي شرحها في كتاب مقالات ونظرات حول الداروينية الذي نُشر في عام 1876. يرى غراي أن الإله يوجه مسار التطور عن طريق الطفرات النافعة التي يتسبب فيها. بينما يرى جورج جاكسون ميفارت في كتابه بعنوان عن نشأة الأنواع أن الإله هو من يحدد مسار التطور عن طريق وضع قواعد تحكمه تاركًا الأنواع الحية تتطور وفقًا للظروف المحيطة بها مع مرور الوقت. طرح جورج كامبل فكرة مشابهة في كتاب سيادة القانون. وطبقًا للمؤرخ إدوارد لارسون، فشلت تلك النظرية في نظر علماء نهاية القرن التاسع عشر لأنها خرقت قواعد الطبيعانية المنهجية التي اعتادوا عليها. ولذلك بحلول عام 1900 لم يعد العلماء يعتبرون الحيوية نظرية صالحة. فعلى حد قول لارسون: «لم يومئ أحد العلماء بالموافقة عليها». وفي القرن العشرين، اتخذت الحيوية أشكالًا جديدة، مثل نظرية استقامة التطور الخاصة بتيلار دي شاردان. تحدث عالم الأحياء التطوري جيري كوين عن منظمة بيولوغوس التي أسسها فرانسيس كولينز واصفًا إياها بأنها «المسعى الأخير لتزويج الإيمان بالعلم قسرًا» وأن «إصرارها المتقد على إثبات أن المسيحية المحافظة متوافقة مع التطور مثير للإحراج».

### اللاماركية
استندت نظرية جان باتيست لامارك التي تُعرف بتطفر الأنواع إلى الاعتقاد بوجود دافع حيوي تصاعدي نحو التعقيد المتزايد. أيد لامارك الاعتقاد الشائع بأن الصفات التي يكتسبها الكائن الحي في حياته يمكن توريثها للأجيال اللاحقة، ما يسمح للكائن بالتكيف مع البيئة. وتعتمد تلك الخصائص المكتسبة على استخدام أجزاء معينة من الجسم من عدمه. عُرفت وجهة النظر تلك لاحقًا باللاماركية. تتطرق تشارلز داروين إلى تأثير كثرة استخدام أجزاء الجسم من عدمه في كتاب أصل الأنواع، وقدم أمثلة على ذلك مثل سيقان الطيور التي اشتدت قوتها بالمران، وأجنحة بعض الطيور الأخرى التي ضمرت من قلة الطيران، مثل النعام الذي لا يقوى على الطيران بتاتًا. وفي نهاية القرن التاسع عشر حظيت نظرية اللاماركية الجديدة بتأييد عالم الأحياء الألماني إرنست هيكل، وعالمي الأحياء القديمة الأمريكيين إدوارد درينكر كوب وألفوس هايت، وعالم الحشرات الأمريكي ألفوس باكارد. اعتقد باتلر وكوب أن تلك الآلية تسمح للكائنات الحية بدفع مسارها التطوري بنفسها. يرى باكارد أن أفضل تفسير لفقدان حاسة البصر عند خفافيش الكهف التي درسها هو عملية الضمور اللاماركية الناتجة عن قلة الاستخدام وتوريث صفة ضعف البصر للأجيال اللاحقة. درس عالم النباتات الإنجليزي جورج هينسلو كذلك كيف أثرت العوامل البيئية على نمو النباتات، وقال إن الاختلافات التي تسببت فيها العوامل البيئية من شأنها أن تفسر التطور بدرجة كبيرة، ولم ير الحاجة من إظهار أن تلك الاختلافات قابلة للتوريث. بينما أشار النقاد إلى عدم وجود دليل قوي على إمكانية وراثة الصفات المكتسبة. وعوضًا عن ذلك أدت تجارب عالم الأحياء الألماني أوغست فايسمان إلى صياغة نظرية البلازما الجرثومية في الوراثة التي جعلت توريث الصفات المكتسبة أمرًا مستحيلًا على حد قول فايسمان، وذلك نظرًا إلى حاجز فايسمان يمنع توريث أي تغيرات تطرأ على الجسم بعد ولادته للأجيال اللاحقة.
في علم الوراثة الفوقية الحديثة، لاحظ العلماء أن الأنماط الظاهرية تعتمد على تغيرات تطرأ على التعبير الجيني دون تغير تسلسل الدنا نفسه. وبإمكان تلك التغيرات أن تنتقل عبر الأجيال في النباتات والحيوانات وبدائيات النوى. ويختلف ذلك عن اللاماركية التقليدية في أن تلك التغيرات لا تدوم للأبد ولا تؤثر على الخط الجرثومي وبالتالي لا تؤثر على تطور الجينات.